# Friedrich Knigge
Friedrich Knigge (* 11. August 1900 in Jever; † 2. Dezember 1947  in Hamburg) war ein deutscher Psychiater, der während der Zeit des Nationalsozialismus an NS-Verbrechen im Rahmen der Kinder-„Euthanasie“ beteiligt war.

## Leben
Knigge absolvierte nach dem Abschluss seiner Schulzeit ein Medizinstudium an den Universitäten München und Würzburg. Nach Studienabschluss war er für sechs Monate als Medizinalpraktikant bei Max Nonne am Universitätskrankenhaus Hamburg-Eppendorf tätig und danach drei Jahre in München, wo er seine Facharztausbildung zum Neurologen und Psychiater erhielt.
Anfang Dezember 1929 wurde er in den Hamburger Staatsdienst als Angestellter übernommen und wurde erst im März 1940 verbeamtet. Zunächst war er an der Heil- und Pflegeanstalt Langenhorn langjähriger Assistenzarzt und trat bei Gerichtsverfahren in Hamburg als psychiatrischer Gutachter auf. Anfang Mai 1937 trat Knigge der NSDAP bei und wurde im Oktober 1939 Mitglied des NS-Ärztebundes.
Knigge nahm gemeinsam mit Wilhelm Bayer, dem Leiter des Kinderkrankenhauses Rothenburgsort, im Dezember 1940 an einer Sitzung des „Reichsausschusses zur wissenschaftlichen Erfassung von erb- und anlagebedingten schweren Leiden“ in Berlin teil. Danach erklärte sich Knigge gegenüber dem hauptamtlichen Beigeordneten für die Gesundheitsverwaltung in Hamburg, Friedrich Ofterdinger, bereit die Leitung einer neu einzurichtenden, euphemistisch Kinderfachabteilung genannten Einrichtung der Kinder-„Euthanasie“ an der Heil- und Pflegeanstalt Langenhorn zu übernehmen. Von Anfang Februar 1941 bis zur Auflösung der Station Anfang Juli 1943 leitete Knigge diese faktisch Ofterdinger unterstellte Kinderfachabteilung. Von den 69 dort aufgenommenen Kindern wurden mindestens 22 direkt dort durch tödlich wirkende Medikamentengaben und unzureichende Ernährung ermordet, 15 in andere Anstalten verlegt und 32 entlassen. Knigge führte an sechs ermordeten Kindern Sektionen durch, die Gehirne wurden am Neuroanatomischen Institut der Universitätsklinik Eppendorf untersucht.
Knigge, 1942 zum Oberarzt befördert, wurde Anfang Dezember 1943 ärztlicher Direktor der seit Anfang November 1943 als Allgemeines Krankenhaus Langenhorn bezeichneten Einrichtung und blieb in dieser Funktion bis Kriegsende.
Nach Kriegsende zeigten Medizinstudenten bei der britischen Militäradministration noch Ende Mai 1945 den Leiter der Kinderfachabteilung am Kinderkrankenhaus Rothenburgsort Wilhelm Bayer an; daraufhin wurde auch gegen Knigge und weiteres Personal der Hamburger Kinderfachabteilungen ermittelt. Am 25. August 1945 wurden Knigge und Bayer von ihren Funktionen entbunden. Einem am 20. November 1945 gestellten Ersuchen beider Ärzte um Wiederaufnahme ihrer Arbeitsverhältnisse wurde nicht entsprochen. Knigge, der wie Bayer auch eigenhändig durchgeführte Kindstötungen nicht bestritt, unterlag während der Voruntersuchungen einem Berufsverbot. Beide sahen in ihren Handlungen keine Straftat.
In einem weiteren Verfahren, das 1946 gegen Knigge und drei weitere Ärzte des Krankenhauses Langenhorn eröffnet wurde, ging es um die Verlegung zahlreicher Patienten in Anstalten, in denen auch Euthanasie praktiziert wurde, im Besonderen in die Heil- und Pflegeanstalt Obrawalde bei Meseritz in Brandenburg. Der Vorwurf gegen die Ärzte lautete: Beihilfe zum Mord. Die Ärzte verteidigten sich mit dem Hinweis, die Verlegungen und ihre genaue Zahl seien durch Berlin und die Hamburger Gesundheitsbehörde festgelegt worden. Das Gericht konnte nicht beweisen, dass die Ärzte wussten, dass die Verlegung für viele Patienten den sicheren Weg in den Tod bedeutete. Das Verfahren wurde eingestellt.
Knigge starb am 2. Dezember 1947 noch während der Voruntersuchungen an Kinderlähmung im Krankenhaus St. Georg.